# Cmentarz żydowski w Sierpcu

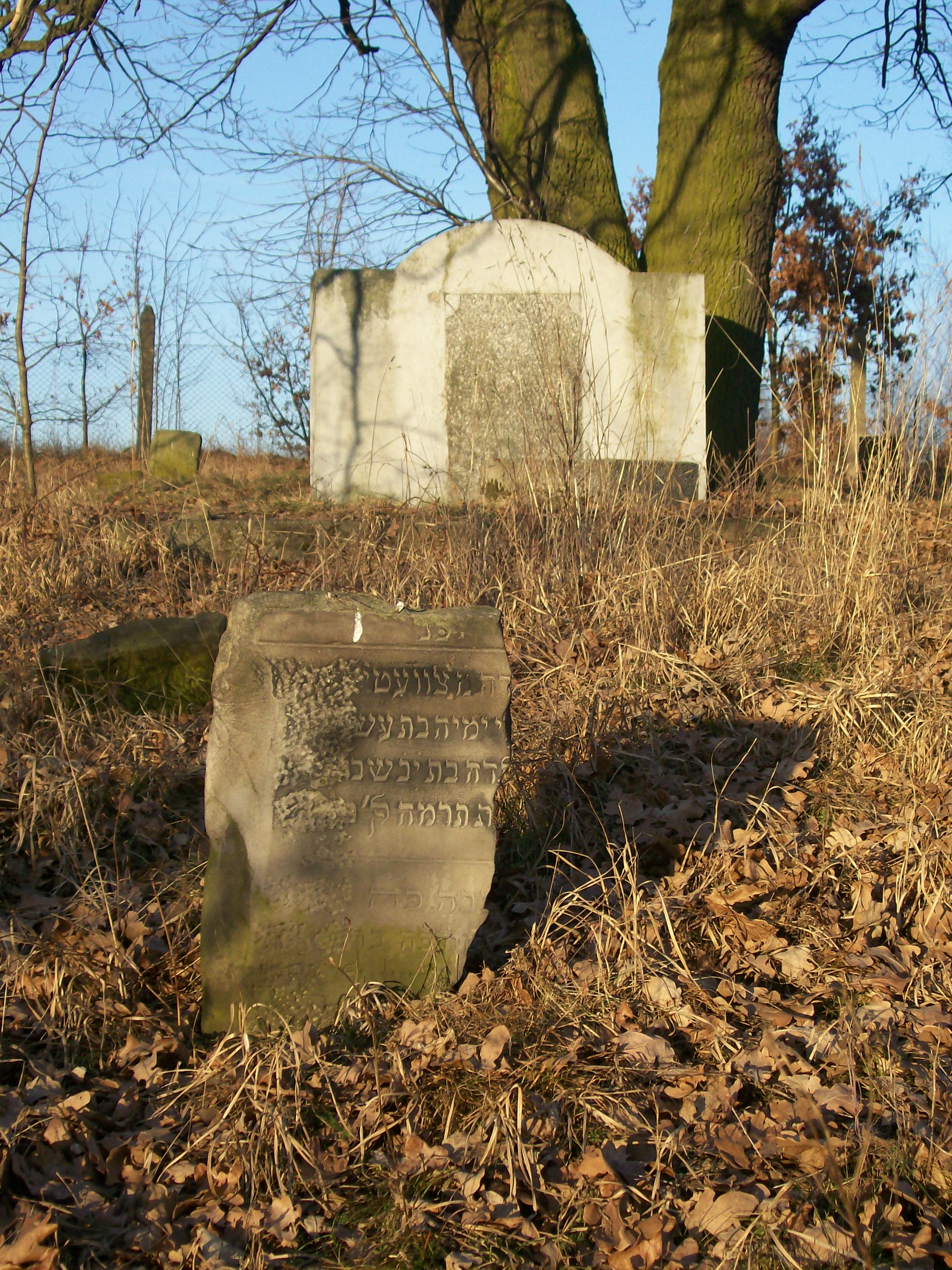
Pomnik na cmentarzu

Cmentarz żydowski w Sierpcu – pierwszy kirkut w tym miejscu, na skarpie rzeki Sierpienicy, został założony zapewne już w XVI wieku. Pisemne wzmianki pochodzą jednak z okresu wieku XVIII. Mieścił się przy obecnej ulicy Władysława Jagiełły i w czasach użytkowania posiadał powierzchnię ponad 9 hektarów. W czasie okupacji hitlerowskiej naziści zdewastowali cmentarz, wykorzystując płyty nagrobne do układania chodników sierpeckich ulic. Kirkut został odrestaurowany dzięki Leonowi (Lejbowi) Gongole, mieszkańcowi Sierpca, który przeżył Holocaust, rabinowi Eliakimowi Schlesingerowi z Londynu, praprawnukowi rabina sierpeckiego i przewodniczącemu Komitetu Ochrony Cmentarzy Żydowskich w Europie oraz władz miejskich. Nekropolia została uporządkowana w 1947 roku przez powołany w tym celu komitet, złożony z grupy żydowskich mieszkańców, którzy przeżyli II wojnę światową. Niestety zmniejszono teren cmentarza do niecałych 2,5 ha, przeznaczając pozostały teren pod prywatną zabudowę. Odzyskane nagrobki, pocięte na płyty chodnikowe, przewieziono i ustawiono w lapidarium na wydzielonym, 10-arowym terenie kirkutu. Pośrodku ustawiono w 1947 pomnik poświęcony poległym w 1939 i pomordowanym w czasie wojny sierpeckim Żydom.
Stan zachowania macew jest zły. Żadna nie zachowała się w całości. Ustawiono ich około 200, ale tylko na około 30 pozostały większe fragmenty napisów. Uszkodzenia są spowodowane świadomym obtłukiwaniem napisów na części powierzchni, by litery nie były widoczne na wystającym fragmencie krawężnika.
W połowie 2009 roku na cmentarzu rozpoczęto prace porządkowe, realizowane przez uczniów Gimnazjum im. biskupa Leona Wetmańskiego i Pracownię Dokumentacji Dziejów Miasta Sierpc, zwieńczone 8 listopada 2009 roku odsłonięciem tablic upamiętniających sierpeckich Żydów, w 70. rocznicę ich wypędzenia z miasta.

## Dom przedpogrzebowy
Na cmentarzu do 2009 roku istniał jedyny zachowany na Mazowszu drewniany Dom przedpogrzebowy. Zbudowany w 1928 roku, użytkowany do lat 30. XX wieku. Przetrwał czasy II wojny światowej. Pozbawiony opieki konserwatorskiej, poddawany coraz to częstszym aktom wandalizmu zawalił się w 2007 roku. Miejscowa ludność rozebrała resztki budowli wiosną 2009 roku przeznaczając drewno na opał. Dziś pozostały resztki spróchniałych bali i cementowa posadzka.